# Вайлдер (Айдахо)
Вайлдер (англ. Wilder) — місто в окрузі Каньйон, штат Айдахо, США. Згідно з переписом 2010 року населення становило 1533 особи, що на 71 особу більше, ніж 2000 року. Є частиною агломерації Бойсе.

## Географія
Вайлдер розташований за координатами 43°40′42″ пн. ш. 116°54′27″ зх. д. / 43.67833° пн. ш. 116.90750° зх. д. (43.678388, -116.907585).  За даними Бюро перепису населення США в 2010 році місто мало площу 1,91 км², з яких 1,88 км² — суходіл та 0,03 км² — водойми.

## Демографія

### Перепис 2010 року
За даними перепису 2010 року, у місті проживало 1 533 осіб у 453 домогосподарствах у складі 353 родин. Густота населення становила 810,8 ос./км². Було 501 помешкання, середня густота яких становила 265,0/км². Расовий склад міста: 44,6% білих, 0,2% афроамериканців, 1,8% індіанців, 0,4% азіатів, 51,1% інших рас, а також 1,9% людей, які зараховують себе до двох або більше рас. Іспанці та латиноамериканці незалежно від раси становили 75,9% населення.
Із 453 домогосподарств 52,5% мали дітей віком до 18 років, які жили з батьками; 54,1% були подружжями, які жили разом; 16,8% мали господиню без чоловіка; 7,1% мали господаря без дружини і 22,1% не були родинами. 18,8% домогосподарств складалися з однієї особи, у тому числі 7,2% віком 65 і більше років. У середньому на домогосподарство припадало 3,38 мешканця, а середній розмір родини становив 3,89 особи.
Середній вік жителів міста становив 27 років. Із них 37,6% були віком до 18 років; 9,4% — від 18 до 24; 25,6% від 25 до 44; 18,2% від 45 до 64 і 9,1% — 65 років або старші. Статевий склад населення: 48,7% — чоловіки і 51,3% — жінки.
Середній дохід на одне домашнє господарство  становив 37 493 долари США (медіана — 34 034), а середній дохід на одну сім'ю — 41 682 долари (медіана — 36 029). Медіана доходів становила 26 723 долари для чоловіків та 17 470 доларів для жінок. За межею бідності перебувало 30,5 % осіб, у тому числі 43,9 % дітей у віці до 18 років та 39,8 % осіб у віці 65 років та старших.
Цивільне працевлаштоване населення становило 525 осіб. Основні галузі зайнятості: виробництво — 26,9 %, сільське господарство, лісництво, риболовля — 18,3 %, роздрібна торгівля — 11,8 %, мистецтво, розваги та відпочинок — 9,1 %.

### Перепис 2000 року
За даними перепису 2000 року, у місті проживало 1 462 осіб у 389 домогосподарствах у складі 315 родин. Густота населення становила 1 485,5 ос./км². Було 421 помешкання, середня густота яких становила 427,8/км². Расовий склад міста: 33,99% білих, 0,21% афроамериканців, 0,14% індіанців, 0,27% азіатів, 0,07% тихоокеанських остров'ян, 62,93% інших рас і 2,39% людей, які зараховують себе до двох або більше рас. Іспанці та латиноамериканці незалежно від раси становили 76,40% населення.
Із 389 домогосподарств 52,2% мали дітей віком до 18 років, які жили з батьками; 65,6% були подружжями, які жили разом; 9,8% мали господиню без чоловіка, і 19,0% не були родинами. 17,2% домогосподарств складалися з однієї особи, у тому числі 10,5% віком 65 і більше років. У середньому на домогосподарство припадало 3,76 мешканця, а середній розмір родини становив 4,30 особи.
Віковий склад населення: 39,2% віком до 18 років, 13,3% від 18 до 24, 25,2% від 25 до 44, 15,1% від 45 до 64 і 7,2% років і старші. Середній вік жителів — 24 роки. Статевий склад населення: 49,9 % — чоловіки і 50,1 % — жінки.
Середній дохід домогосподарств у місті становив $21 731, родин — $25 625. Середній дохід чоловіків становив $22 188 проти $16 250 у жінок. Дохід на душу населення в місті був $7 601. Приблизно 27,7% родин і 31,6% населення перебували за межею бідності, включаючи 37,4% віком до 18 років і 26,3% від 65 і старших.